# Monasterzyska

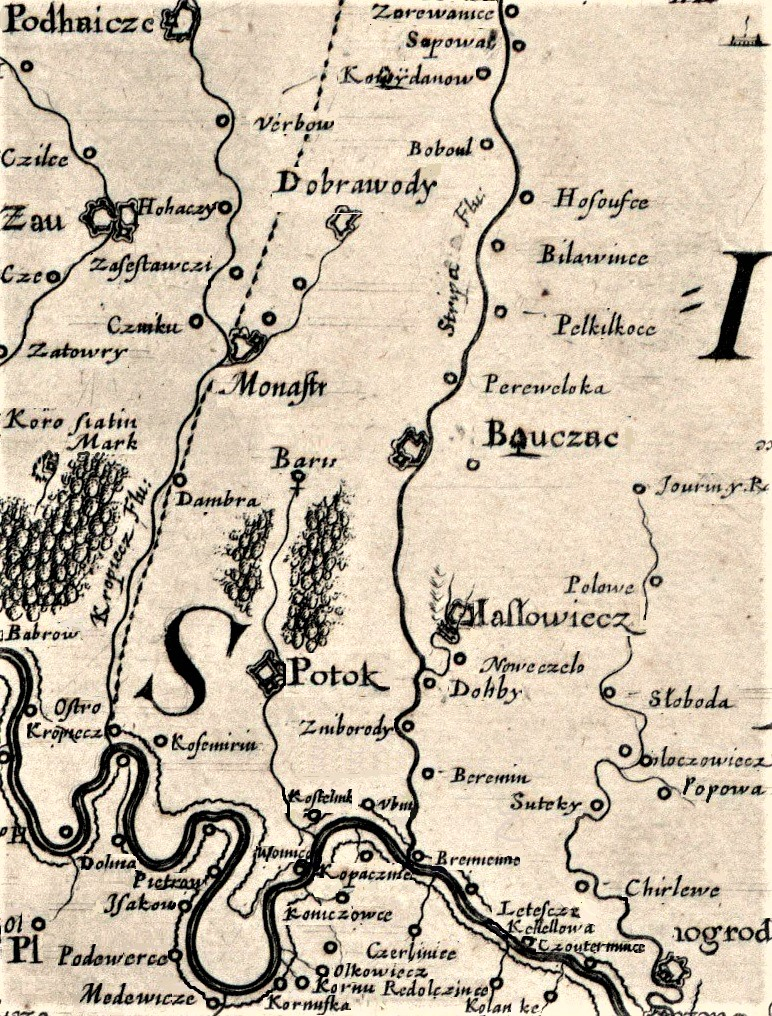
Monastr na mapie z 1650 r.

Monasterzyska (ukr. Монастириська, Monastyryśka) – miasto na Ukrainie, w obwodzie tarnopolskim, w rejonie czortkowskim nad Koropcem, dawna siedziba byłego rejonu monasterzyskiego.

## Historia
Od połowy XIV wieku (później w województwie ruskim) do 1772 miasto należało do Korony Polskiej (od 1569 Rzeczypospolitej), założono je w roku 1454. Od 1772 do 1918 pod zaborem austriackim wchodziło w skład austriackiej prowincji Królestwo Galicji i Lodomerii. W II Rzeczypospolitej miasto znajdowało się w powiecie buczackim województwa tarnopolskiego. W latach 1934–1944 istniała gmina Monasterzyska.
Pod koniec XIX w. przedmieścia miasta nosiły nazwę Folwarki.
Po 1944 w ZSRR (UkrSSR), od 1991 miasto na Ukrainie.
W okresie międzywojennym miasto wielowyznaniowe (rzymskokatolickie, greckokatolickie, żydowskie, protestanckie) i wielonarodowościowe (Polacy, Ukraińcy, Żydzi i w mniejszości Niemcy oraz Węgrzy).

## Kalendarium
- 1433 i 1437 – Monasterzyska własnością rycerza Zygmunta
- 1454–1465 – Monasterzyska własnością rodziny Buczackich-Jazłowieckich herbu Abdank
- 1498 – miasto zniszczone przez najazd Mołdawian i Turków
- 1552 – przywilej dla Monasterzysk od króla Zygmunta Augusta na prowadzenie targu w piątki i jarmarku na św. Jędrzeja[3]
- 1552 – zamek kamienny został wybudowany przez rodzinę Sienieńskich herbu Dębno
- 1557 – przywilej od króla na prowadzenie drugiego jarmarku, na św. Krzyż[3]
- 1578 – Monasterzyska oblegane przez Tatarów i Turków
- 1621 – zniszczenie zamku w Monasterzyskach przez Tatarów
- 1629 – Stanisław Lubomirski, wojewoda ruski, pokonał w bitwie pod Monasterzyskami hordy Tatarów krymskich[3]
- 1630 – od tego roku właścicielem Monasterzysk została rodzina Potockich herbu Pilawa, która przebudowała zamek na pałac
- 1653 – luty – bitwa o Monasterzyska podczas powstania Chmielnickiego. Monasterzyska były oblegane przez wojska polskie Stefana Czarnieckiego (sam dowódca został ranny w podniebienie); miasta bronił Iwan Bohun. Wojska polskie poniosły klęskę i na pewien czas zaprzestały działań wojennych.
- 1655 – powstanie Chmielnickiego, Monasterzyska oblegane przez wojska kozackie pod dowództwem Iwana Bohuna.
- 1751 – poświęcenie kościoła murowanego rzymskokatolickiego pw. Najświętszej Marii Panny (wcześniejszy kościół rzymskokatolicki – brak daty erekcji, istniał przynajmniej w 1702)[3]
- 1797 – w mieście powstaje pierwsza Fabryka Tytoniu i Cygar, która w 1812 r. zostaje przeniesiona do Śniatyna[4].
- 1809 – kwiecień–październik, wojna polsko-austriacka, jako część wojen polsko-napoleońskich, toczyła się również w Galicji
- 1809 – w Monasterzyskach kwaterował oddział pułkownika Piotra Strzyżowskiego (Strzyżewskiego)
- 1841 – epidemia tyfusu w Monsterzyskach (wielu mieszkańców zmarło – zapisy w metrykach parafii rzymskokatolickiej w Monasterzyskach)
- 1844 – Właścicielem Monasterzysk był Przemysław Potocki, syn Antoniego i Róży z Potockich (córka Stanisława Szczęsnego), ożeniony z Teresą Sapieżanką. W tymże roku sprzedał on Monasterzyska wraz z folwarkami Berezówka, Czechów, Huta Stara i Nowa, Słobódka Górna i Wyczółki Karolowi Bako de Hette. Według innych źródeł[jakich?] przejął on Monasterzyska jako posag swej żony z linii Potockich, a wdowy po Korytkowskim. Karol Bako de Hette wybudował w Monasterzyskach piekarnię, koszary i stajnie dla kawalerii. Założył także papiernię, poruszaną wodą.
- 1849/50 – do Monasterzysk zostaje z powrotem przeniesiona Fabryka Tytoniu i Cygar. W sprawozdaniu za okres 1866-1870 podano, że fabryka ta, przerabiająca tytoń krajowy oraz węgierski, turecki i amerykański, zatrudniała około 500-800 osób (głównie kobiet). Przy fabryce był szpital dla chorych robotników. Fabryka funkcjonuje do dzisiaj. W późniejszym okresie była to rządowa fabryka austriacka produkująca tytoń i cygara, z główną dyrekcją w Wiedniu[5].
- 1854 – garnizon huzarów austriackich (nr regimentu 15) rozpoczyna stacjonowanie w Monasterzyskach. Stacjonował podobno przez jeden rok, później byli tu dragoni.
- 1860 – Monasterzyska siedzibą powiatu (niem. Bezirk Monasterzyska, powierzchnia 8,5 mil kw.), który wchodził w skład obwodu Stanisławów (niem. Stanislauer Kreis)[6].
- 1867 – Karol Bako de Hette odsprzedał Monasterzyska Józefowi Marcinowi Młodeckiemu h. Półkozic, synowi Kazimierza Młodeckiego (zm. 1854) i Doroty Potockiej-Młodeckiej. Józef Młodecki[7] z żony Doroty ks. Lubomirskiej (córka ks. Antoniego Juliusza) miał troje dzieci: Marię Młodecką–Potocką (żona Artura hr. Potockiego z Buczacza), Jadwigę Młodecką (niezamężna) i Władysława Młodeckiego (1870-1925), następnego właściciela posiadłości ziemskiej Monasterzyska. Władysław miał dwoje dzieci: Stefana Młodeckiego (1903 Koszowa – ok. 1980) i Józefa Młodeckiego (1898 Koszowa – po 1945 Kraków), który był kolejnym właścicielem dóbr ziemskich Monasterzyska, kawaler, bezdzietny.
- 1872 – epidemia cholery w Monasterzyskach (w księgach metrykalnych zgonów parafii rzymskokatolickiej zapisy o wielu zgonach na cholerę)
- 1884 – 15 listopada, otworzono linię kolejową Stanisławów-Buczacz (przez Monasterzyska)
- 1888 – ogłoszenie generalnej dyrekcji K. K. Fabryki Tytoniu w Wiedniu (Tabakregie) zamieszczone w «Gazecie Lwowskiej» dotyczące przetargu na rozbudowę fabryki
- 1896 – powstała ochronka dla dzieci – fundatorem byli właściciele Monasterzysk, Młodeccy[8].
- 1894 – Monasterzyskom groziła epidemia cholery.
- 1899 – 1 Galicyjski Pułk Ułanów rozpoczyna stacjonowanie w Monasterzyskach[9].
- 1903 – 17 września[10][10], pożar w mieście, który rozpoczął się od domu Scherza (handlarza gęsim smalcem) i przeniósł się na całe miasteczko, wraz z przedmieściami – Folwarki[10]. Z wyjątkiem górnej części rynku w miasteczku spaliło się wszystko: domy, sklepy, składy i dalsze zabudowania[10]. Zachował się kościół rzymskokatolicki. Od strony południowej płomienie powstrzymała cerkiew, nie zniszczona na zewnątrz, ale w środku już tak[10]. Pastwą płomieni padło jednak probostwo greckokatolickie. Doszczętnie spłonęła, położona w zachodniej części Starego Miasta, nad rzeką Koropiec, dzielnica żydowska zwana „Stambułem”, wraz z 800 letnią modrzewiową synagogą, nową synagogą i ratuszem[10]. Łącznie podczas pożaru w Monasterzyskach spłonęło 300 domów, w Folwarkach 150 domów, a około 3000 osób pozostało bez dachu nad głową, przynajmniej 7 osób zginęło[10][10]. Burmistrzem Monasterzysk był wówczas Nechels[10]. Na miejsce pożaru przybył marszałek powiatu buczackiego, Błażowski[10].
- 1926 – 1 lipca do Monasterzyska włączno Folwarki i Berezówkę[11].
- 1938 – 30 października pracownicy Fabryki Tytoniu w Monasterzyskach uroczyście przekazali batalionowi KOP „Czortków” karabin maszynowy oraz konie i rowery, zakupione ze zbiórki społecznej[12].
- 1939 – 18 września – Monasterzyska po agresji ZSRR na Polskę okupowane przez Armię Czerwoną, po pseudowyborach anektowane 1 listopada 1939 przez ZSRR, w składzie USRR. Sowieckie władze okupacyjne po przeprowadzeniu pseudowyborów dokonały w październiku 1939 formalnej aneksji okupowanych terenów II Rzeczypospolitej. Konsekwencją aneksji było narzucenie mieszkańcom terenów okupowanych obywatelstwa ZSRR i rozpoczęcie procesu sowietyzacji terenów okupowanych i systematycznych represji policyjnych NKWD. Powyższe akty prawne, sprzeczne z Konwencją haską IV (1907) były nieważne w świetle prawa międzynarodowego i nie były uznawane zarówno przez Rząd RP na uchodźstwie, jak i państwa sojusznicze wobec Polski, a także państwa trzecie (neutralne) przez cały czas trwania II wojny światowej.
- 1940 – Sowieci wprowadzili terror polityczny, dokonywali masowych aresztowań przedstawicieli polskich i ukraińskich elit politycznych, masowych wywózek i grabieży majątku. Planowo niszczyli naukę i kulturę polską, a przedstawicieli inteligencji, Kościoła, wojska, działaczy społecznych i politycznych zsyłali do obozów koncentracyjnych Gułagu lub mordowali.
- Po ataku III Rzeszy na ZSRR Monasterzyska zostały 4 lipca 1941 roku zajęte przez Wehrmacht. Na początku okupacji Niemcy i Ukraińcy zapędzili Żydów do ciężkich prac przymusowych, zabijając przy tym dwie osoby. Ukraińska milicja zmusiła Żydów do obalenia pomnika Lenina i zakopania jego szczątków na kirkucie obok grobu rabina Meisela. Pewną liczbę Żydów Ukraińcy zatrzymali i wysłali do aresztu w Buczaczu, gdzie prawdopodobnie zostali oni rozstrzelani na przełomie lipca i sierpnia 1941[13]
- 1941 – 1943 – Niemcy przy czynnym udziale Ukraińskiej Policji Pomocniczej zamordowali w Monasterzyskach i okolicznych miejscowościach ok. 3000 Żydów, z których część rozstrzelano miejscu, a resztę wywieziono do obozów zagłady[14].
- Od listopada 1942 do lutego 1943 mieszkająca w Monasterzyskach rodzina Grzebyków ukrywała Żydówkę Deborę Weg. Następnie Stanisław Grzebyk zorganizował dokumenty poświadczające, że Weg jest jego żoną i zgłosił się wraz z nią na roboty w Niemczech. W tym czasie jego siostra Stefania pomagała w ukrywaniu Żydów w Lubieniu k. Krosna i w Boguchwale k. Rzeszowa. W 1986 roku Instytut Jad Waszem podjął decyzję o przyznaniu Janowi, Marii i Stanisławowi Grzebykom oraz Stefanii Wołoszyniak z d. Grzebyk tytułu Sprawiedliwych wśród Narodów Świata[15].
- 1943 – 1945 – nacjonaliści ukraińscy z UPA zamordowali łącznie 27 Polaków, wśród których znaleźli się m.in. Stanisław Ihnatowicz, komendant obwodu Armii Krajowej, Józefa Kozik ps. „Kalina, łącznika, Marian Filipecki, nauczyciel i organizator tajnego nauczania, Zygmunt Ćwiąkała, student Uniwersytetu Lwowskiego oraz (?) Domański, lekarz weterynarii. Z kolei w koloniach Folwarki i Kołodne oraz na okolicznych drogach zamordowano kolejnych 33 Polaków[16].
- 1944 – 22 lipca Armia Czerwona ponownie zajęła Monasterzyska.
- 1945 po konferencji jałtańskiej (4–11 lutego 1945), wyłoniony w konsekwencji jej ustaleń Tymczasowy Rząd Jedności Narodowej podpisał 16 sierpnia 1945 umowę z ZSRR, uznając nieco zmodyfikowaną linię Curzona za wschodnią granicę Polski, w oparciu o porozumienie o granicy zawarte pomiędzy PKWN i rządem ZSRR 27 lipca 1944. W konsekwencji umowy Monasterzyska zostały włączone do ZSRR jako część USRR, a ich polską ludność wysiedlona na podstawie tzw. układów republikańskich podpisanych 9 września 1944 roku pomiędzy PKWN a Ukraińską SRR, głównie na tzw. Ziemie Odzyskane.
- 1991 – od proklamacji niepodległości Ukrainy, miasto rejonowe obwodu tarnopolskiego Ukrainy

## Dobra ziemskie Monasterzyska
Z Monasterzyskami związana była szlachecka rodzina Potockich herbu Pilawa Złota. W 1844 roku ostatni właściciel dóbr Monasterzyska, Przemysław Potocki, sprzedał je, wraz z folwarkami Berezówka, Czechów, Huta Stara i Nowa, Słobódka Górna i Wyczółki, Karolowi Bako de Hette. Nowy właściciel wybudował w Monasterzyskach piekarnię, koszary i stajnie dla kawalerii.
W 1867 Karol Bako de Hette sprzedał dobra Monasterzyska Józefowi Marcinowi Młodeckiemu herbu Półkozic.
Właścicielami części Monasterzysk byli również bracia Safrin: Juda Safrin – prezes kahału w Monasterzyskach i właściciel gorzelni w pobliskim Buczaczu, a zarazem dziadek Horacego Safrina oraz Izrael Herz Safrin – burmistrz Monasterzysk (w latach 1871–1875, również w 1877), jednocześnie wieloletni członek Rady Powiatowej w Buczaczu z grupy gmin miejskich jako właściciel dóbr.
Bracia Safrin dzierżawili od Józefa Młodeckiego prawo propinacji i produkowali w miejscowym browarze piwo (Browar Monasterzyska).

## Zabytki

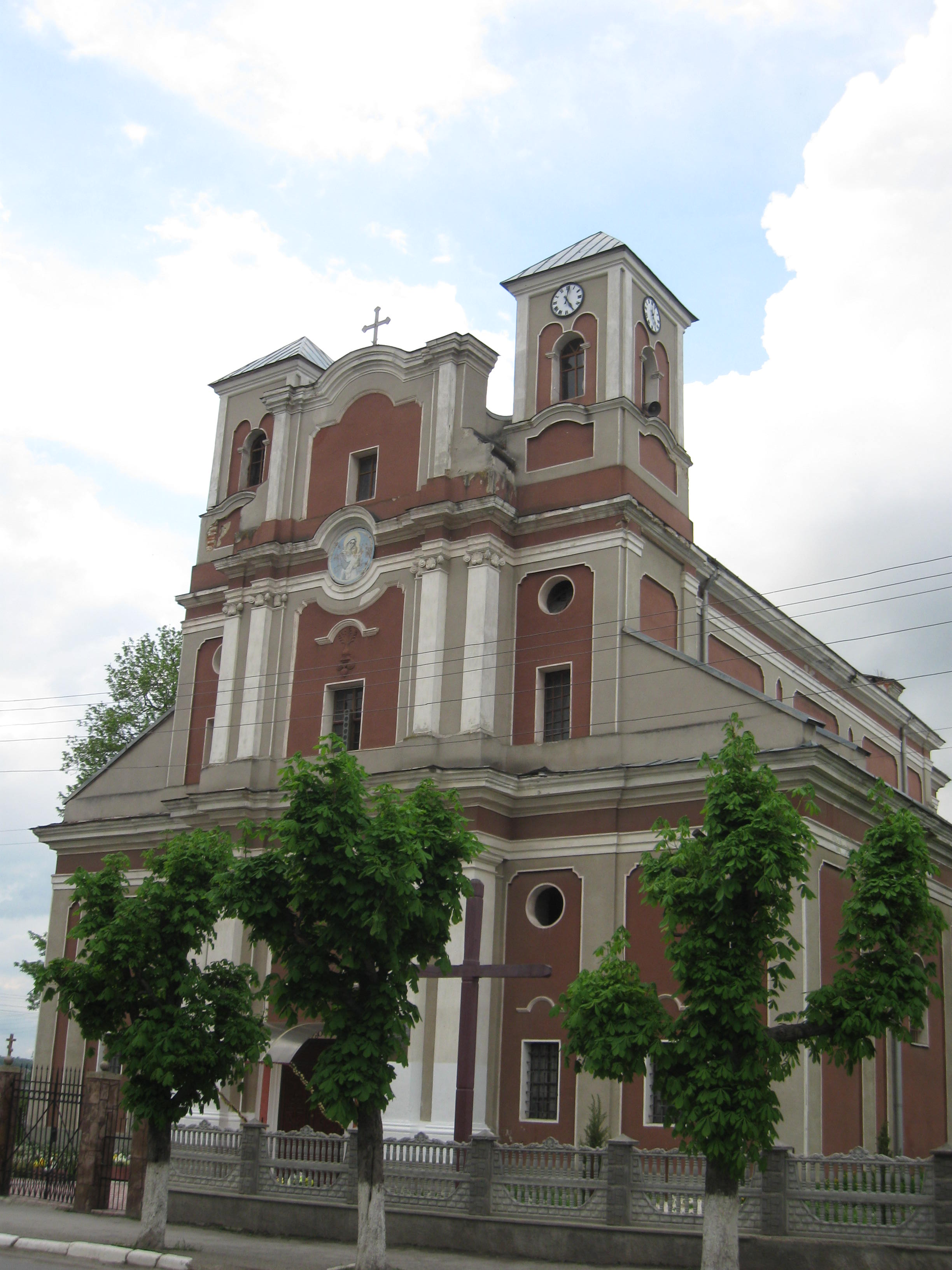
Kościół pw. Wniebowzięcia Najświętszej Marii Panny

- warowny zamek istniał do połowy XVIII w. Ludwika Potocka wydzierżawiła zamek rządowi Austrii na fabrykę tytoniu. Niebawem zamek spłonął i nie został odbudowany[19]
- pałac wybudowany w stylu klasycystycznym, w 1780 przez Ludwikę Potocką przetrwał do 1914, kiedy spłonął podpalony przez Kozaków. W 1918 rozpoczęto odbudowę obiektu, której nie dokończono[19]
- cmentarz rzymskokatolicki. W mieście znajduje się jeden z największych polskich cmentarzy na Podolu, liczący ponad 2000 kamiennych nagrobków, kaplica grobowa Potockich oraz kwatera wojskowa, na której spoczywają powstańcy styczniowi z 1863 oraz legioniści polscy z okresu walk 1914–1918. Obiekt ten w 2006 był w złym stanie i wymagał natychmiastowej konserwacji.
- cmentarz greckokatolicki
- cmentarz żydowski
- kościół pod wezwaniem Wniebowzięcia Najświętszej Maryi Panny. Obecny, murowany kościół wybudowano w połowie XVIII wieku w miejscu wcześniejszego drewnianego. Fundatorem kościoła był dziedzic miasta Józef Potocki, kasztelan lwowski[12]. Konsekracja w 1751 dokonana przez biskupa sufragana krakowskiego Michała Kunickiego. Najokazalszą ze świątyń miasta, obecnie cerkiew prawosławna (UAKP).
- wjazd do miasta zapewniały niegdyś Brama Bystrzycka i Brama Podolska.

## Znane postacie pochodzące z Monasterzysk
- Zenon Bazyli Buczowski – polski lekarz mikrobiolog; dyr. i profesor Instytutu Medycyny Morskiej w Gdańsku-Wrzeszczu
- Piotr Burzmiński – profesor C. K. Gimnazjum z wykładowym językiem polskim w Przemyślu[20]
- Antoni Ćwiąkała (25 maja 1910 – 12 czerwca 1978 w Kielcach) – polski lekarz-epidemiolog[21], dyrektor Wojewódzkiej Stacji Sanitarno-Epidemiologicznej w Kielcach[22]
- Aleksander Józef Dmytrak (ur. 5 września 1893, zm. wiosną 1940 w Charkowie) – inżynier, podpułkownik dyplomowany piechoty Wojska Polskiego, ofiara zbrodni katyńskiej.
- rodzina Potockich: Stanisław Potocki (1776–1830) – generał piechoty, senator, wojewoda Królestwa Polskiego; brat Antoniego Potockiego (1780–1850) – generała brygady i właściciela dóbr Monasterzyska
- Stanisław Rossowski (1861–1940) – polski dziennikarz, poeta, nowelista, dramatopisarz
- Horacy Safrin (1899–1980) – polski satyryk, tłumacz literatury żydowskiej, wnuk Judy Safrina
- Władysław Schneiberg – polski założyciel i pierwszy dyrektor Gimnazjum Żeńskiego w Rzeszowie
- Alfred Suchecki (1927-2015) – polski kryminolog, prekursor badań z zakresu cheiloskopii
- Gabriel Turowski (1929-2021) – polski lekarz, profesor immunologii klinicznej, doktor bakteriologii i mikrobiologii
- Zbigniew Waruszyński – kapitan piechoty Wojska Polskiego, cichociemny.
- Mieczysław Zygmunt Wiśniewski (1892–1952) – polski bramkarz, olimpijczyk z Paryża 1924
- Jan Zaleski (1926–1981) – polski filolog
- Jan Zigmund (1902-1970) – lekarz chirurg
- Zbigniew Żyromski (1930–2018) – działacz społeczny[23], odznaczony srebrnym Pierścieniem Milenijnym[24].

## Właściciele Monasterzysk
- Katarzyna z Martynowa, Monasterzysk, Jazłowca, małżonka Teodoryka Buczackiego
- Jan Monasterski, właściciel
- Jan Sienieński, wojewoda podolski, właściciel
- Józef Makary Potocki, hrabia, starosta halicki i czorsztyński
- Józef Marcin «II» hr. (primog.) Młodecki h. Półkozic[25]
- Władysław Młodecki (syn Józefa)[26]
- Izrael Herz Safrin i Juda Safrin[potrzebny przypis]

## Ludzie związani z Monasterzyskami
- Leon Chameides – burmistrz Monasterzysk w 1914, doktor[27]
- Antoni Joniec – ostatni proboszcz parafii rzymskokatolickiej w Monasterzyskach, w 1945 r. wraz ze swoim wikarym, ks. Józefem Maciaszkiem wywiózł z kościoła parafialnego łaskami słynący obraz Matki Boskiej Bolesnej, obecnie znajdujący się w kościele w Bogdanowicach[28].
- Stanisław Józefczuk – nauczyciel, w 1933 mianowany kierownikiem 7-klasowej szkoły męskiej
- Anzelm Mosler – dr, adwokat w Monasterzyskach[29], żydowski działacz społeczny
- Edmund Niedźwiecki – dowódca oddziału AK, zastrzelony przez Niemców w grudniu 1943 r.[12]
- Antoni Sztyl – rzeźbiarz lwowski, autor prac w miejscowym kościele.
- Ryszard Szumilski – syn burmistrza Monasterzysk, żołnierz AK, aresztowany przez NKWD, zmarł w styczniu 1945 r. w więzieniu w Czortkowie[30][31].
- Sylwester Thulie – starosta powiatowy w Monasterzyskach (m.in. w 1860)[32].
- Antoni Żyromski – kapitan artylerii Wojska Polskiego, kawaler Orderu Virtuti Militari, ofiara zbrodni katyńskiej[33].
- Adam Kazimierz Zieliński  - absolwent prawa (doktorat) na Uniwersytecie Jana Kazimierza we Lwowie, dyplomata, historyk

## Sprawiedliwi wśród Narodów Świata(ratujący Żydów w Monasterzyskach)

### Nazwiska na polskiej liście Sprawiedliwych
- Jan i Maria Grzebykowie, ich syn Stanisław oraz córka Stefania Wołoszyniak z d. Grzebyk[34]
- Witold i Maria Przysieccy oraz Klaudia Kułakowska (matka Marii Przysieckiej) - uratowali Celinę Mildwurm[35]
- Janina Rybak - ukrywała Perlę Reibel[36]
- Janusz Tęczyński - patrz niżej (lista ukraińska)
- Maria Weinglas i jej córka Kazimiera (po mężu Gurba) - ukrywały czworo Żydów z rodzin Fuchsów i Grossów[37]

### Nazwiska na ukraińskiej liście Sprawiedliwych
- Janius Tęczyński albo Janusz Tonczynski - osoba ujęta zarówno na ukraińskiej, jak i na polskiej (jako Janusz Tęczyński) liście Sprawiedliwych pod numerem sprawy 4979. Jad Waszem podaje ukraińską narodowość Tęczyńskiego vel Tonczynskiego. Według IPN był on Polakiem. W swoim domu w Monasterzyskach ukrywał on pochodzącego z Podhajec Maxa Sheera[38][39][40].

## Honorowi obywatele Monasterzysk
- Emil Schutt – sekretarz namiestnictwa, starosta powiatowy buczacki i jaworowski, honorowy obywatel miast Buczacza, Jaworowa, Jazłowca[41].